# Гора Аналог
«Гора Аналог: Роман про альпіністські пригоди, неевклідові і символічно вірогідні» (фр. Le Mont Analogue. Roman ' aventures alpines, non euclidiennes et symboliquement authentiques) — роман французького поета і прозаїка Рене Домаля. Класична алегорія Гурджиєвського навчання.   Філософсько-фантастичний роман, написаний у вигляді цікавої оповіді про сходження на чудову гору, що символізує сходження людини до досконалості, посвячення в божественне.

## Історія написання книги
Рене Домаль почав писати роман у 1939 році, незабаром після того, як дізнався, що смертельно хворий на туберкульоз. Три розділи були закінчені до червня 1940 року, коли через війну і нацистську окупацію Домалю довелося покинути Париж: його дружина Віра Міланова була єврейкою. Влітку 1943 року він зміг повернутися до роботи над романом, але завершити книгу не встиг; Домаль помер 21 травня 1944 року. Книга повинна була включати сім розділів.   Але  п'ята глава була обірвана  на комі. 
Роман вийшов посмертно 1952 року у видавництві «Галлімар».

## Зміст
Кілька людей, захоплених альпінізмом, приходять до думки, що неодмінно повинна існувати якась Гора Аналог:

Її єдина вершина торкається світу вічності, а підніжжя численними відрогами лежить у світі смертних. Гора — це той шлях, на якому людина може піднестися до божественного, а божественне своєю чергою може відкритися людині... Щоб гора могла відігравати роль Гори Аналог, її вершина має бути недоступною людям, якими їх створила природа, а підніжжя — доступним. Вона повинна бути унікальною і має десь перебувати в географічному сенсі. Двері в невидиме повинні бути видимими.

Вони проводять точні розрахунки, визначають де розташована ця гігантська, набагато вища за Еверест, але невидима і недоступна через викривлення простору, Гора, — і вирушають на яхті «Неможлива»  в експедицію. Їм вдається досягти Гори і дістатися її основи. Там вони знайомляться з місцевими жителями, їхнім укладом життя, які все скерували на досягнення однієї мети — сходження на гору. Після ретельних зборів експедиція розпочинає підйом.
Домаль помер, не встигнувши дописати 5-й розділ роману. Збереглися лише деякі його плани і нотатки подальшого розвитку сюжету.  В 6-му розділі мав бути описаний інший похід до Гори Аналог, який самостійно організували кілька людей, що не побажали приєднатися до основної експедиції: замість цього вони вирушили в дорогу зі зброєю, заради наживи. Цей похід закінчився катастрофою. Завершальний 7-й розділ мав називатися: «Ну а ви? Що ви шукаєте?»

Наприкінці я хочу поговорити про один з основних законів Гори Аналог. Щоб досягти вершини, ти повинен здійснювати переходи від стоянки до стоянки. Але перш ніж вирушити до нового привалу, ти кожного разу, йдучи, повинен підготувати тих, хто прийде зайняти це місце слідом за тобою. І лише приготувавши їх, ти можеш підійматися вище. Ось чому, перш ніж вирушити до наступного привалу, ми повинні були повернутися вниз, щоб передати те, що ми дізналися, іншим шукачам...

## Післямова
Я мертвий, тому що у мене немає прагнення;

У мене немає прагнення, тому що я думаю, що маю;

Я думаю, що маю, бо не намагаюся дати.

 Не намагаюся дати, тому що розумію, що у мене нічого немає;

Зрозумівши, що у мене нічого немає, намагаюсь віддати себе;

Намагаючись віддати себе, розумію, що я ніщо;

Зрозумівши, що я ніщо, я прагну стати;

Прагнучи стати, починаю жити.